# 長浜村 (山梨県)
長浜村（ながはまむら）は山梨県南都留郡にあった村。現在の富士河口湖町長浜にあたる。

## 地理
- 山：毛無山、足和田山
- 河川：河口湖

## 歴史
- 1892年（明治25年）4月1日 - 西湖村の一部（大字長浜）が分立して発足。
- 1942年（昭和17年）7月8日 - 西湖村と合併して西浜村が発足。同日長浜村廃止。